# Prospalaea insularis
Prospalaea insularis là một loài ruồi trong họ Tachinidae.